# Nazionale maschile di hockey su pista del Mozambico
La nazionale di hockey su pista del Mozambico è la selezione maschile di hockey su pista che rappresenta il Mozambico in ambito internazionale. Attiva dal 1978, opera sotto la giurisdizione della Federazione di pattinaggio del Mozambico. Al 31 dicembre 2015 occupa l'8º posto nel ranking  FIRS.

## Palmares
Campionati del mondo B: 
-  1º posto: 2006,  2019
-  2º posto: 2022
-  3º posto: 1986, 1998

## Risultati

### Campionato del mondo
| Edizione | Sede/i                         | Piazzamento      | G  | V | N | P  |      |
| 1936     | Stoccarda                      | Non partecipante | -  | - | - | -  | n.d. |
| 1939     | Montreux                       | Non partecipante | -  | - | - | -  | n.d. |
| 1947     | Lisbona                        | Non partecipante | -  | - | - | -  | n.d. |
| 1948     | Montreux                       | Non partecipante | -  | - | - | -  | n.d. |
| 1949     | Lisbona                        | Non partecipante | -  | - | - | -  | n.d. |
| 1950     | Milano                         | Non partecipante | -  | - | - | -  | n.d. |
| 1951     | Barcellona                     | Non partecipante | -  | - | - | -  | n.d. |
| 1952     | Porto                          | Non partecipante | -  | - | - | -  | n.d. |
| 1953     | Ginevra                        | Non partecipante | -  | - | - | -  | n.d. |
| 1954     | Barcellona                     | Non partecipante | -  | - | - | -  | n.d. |
| 1955     | Milano                         | Non partecipante | -  | - | - | -  | n.d. |
| 1956     | Porto                          | Non partecipante | -  | - | - | -  | n.d. |
| 1958     | Porto                          | Non partecipante | -  | - | - | -  | n.d. |
| 1960     | Madrid                         | Non partecipante | -  | - | - | -  | n.d. |
| 1962     | Santiago del Cile              | Non partecipante | -  | - | - | -  | n.d. |
| 1964     | Barcellona                     | Non partecipante | -  | - | - | -  | n.d. |
| 1966     | San Paolo                      | Non partecipante | -  | - | - | -  | n.d. |
| 1968     | Porto                          | Non partecipante | -  | - | - | -  | n.d. |
| 1970     | San Juan                       | Non partecipante | -  | - | - | -  | n.d. |
| 1972     | La Coruña                      | Non partecipante | -  | - | - | -  | n.d. |
| 1974     | Lisbona                        | Non partecipante | -  | - | - | -  | n.d. |
| 1976     | Oviedo                         | Non partecipante | -  | - | - | -  | n.d. |
| 1978     | San Juan                       | 11º posto        | 11 | 1 | 0 | 11 | Rosa |
| 1980     | Talcahuano e Santiago del Cile | Non partecipante | -  | - | - | -  | n.d. |
| 1982     | Barcelos e Lisbona             | Non partecipante | -  | - | - | -  | n.d. |
| 1984     | Novara                         | Non partecipante | -  | - | - | -  | n.d. |
| 1986     | Sertãozinho                    | Non partecipante | -  | - | - | -  | n.d. |
| 1988     | La Coruña                      | 10º posto        | 9  | 1 | 0 | 8  | Rosa |
| 1989     | San Juan                       | Non partecipante | -  | - | - | -  | n.d. |
| 1991     | Braga e Porto                  | Non partecipante | -  | - | - | -  | n.d. |
| 1993     | Bassano, Lodi e Sesto S.G.     | Non partecipante | -  | - | - | -  | n.d. |
| 1995     | Recife                         | Non partecipante | -  | - | - | -  | n.d. |
| 1997     | Wuppertal                      | Non partecipante | -  | - | - | -  | n.d. |
| 1999     | Reus                           | 10º posto        | 8  | 3 | 1 | 4  | Rosa |
| 2001     | San Juan                       | 8º posto         | 5  | 1 | 0 | 4  | Rosa |
| 2003     | Oliveira de Azeméis            | 10º posto        | 6  | 3 | 0 | 3  | Rosa |
| 2005     | San Jose                       | 15º posto        | 6  | 1 | 0 | 5  | Rosa |
| 2007     | Montreux                       | 9º posto         | 6  | 3 | 0 | 3  | Rosa |
| 2009     | Pontevedra e Vigo              | 11º posto        | 6  | 2 | 2 | 2  | Rosa |
| 2011     | San Juan                       | 4º posto         | 6  | 3 | 0 | 3  | Rosa |
| 2013     | Luanda e Namibe                | 7º posto         | 6  | 3 | 0 | 3  | Rosa |
| 2015     | La Roche-sur-Yon               | 7º posto         | 6  | 3 | 0 | 3  | Rosa |

### Campionato del mondo B
| Edizione | Sede/i            | Piazzamento      | G  | V | N | P |      |
| 1984     | Parigi            | Non partecipante | -  | - | - | - | n.d. |
| 1986     | Città del Messico | 3º posto         | 8  | 5 | 0 | 3 | Rosa |
| 1988     | Bogotà            | Non partecipante | -  | - | - | - | n.d. |
| 1990     | Macao             | 9º posto         | 10 | 5 | 1 | 4 | Rosa |
| 1992     | Andorra la Vella  | 4º posto         | 7  | 5 | 0 | 2 | Rosa |
| 1994     | Santiago del Cile | 7º posto         | 7  | 4 | 1 | 2 | Rosa |
| 1996     | Veracruz          | 6º posto         | 7  | 3 | 0 | 4 | Rosa |
| 1998     | Macao             | 3º posto         | 7  | 4 | 1 | 2 | Rosa |
| 2000     | Chatham           | Non partecipante | -  | - | - | - | n.d. |
| 2002     | Montevideo        | Non partecipante | -  | - | - | - | n.d. |
| 2004     | Macao             | Non partecipante | -  | - | - | - | n.d. |
| 2006     | Montevideo        | Campione         | 5  | 5 | 0 | 0 | Rosa |
| 2008     | Vanderbijlpark    | Non partecipante | -  | - | - | - | n.d. |
| 2010     | Dornbirn          | Non partecipante | -  | - | - | - | n.d. |
| 2012     | Canelones         | Non partecipante | -  | - | - | - | n.d. |
| 2014     | Canelones         | Non partecipante | -  | - | - | - | n.d. |